# Ширяев, Валериан Николаевич
Валериан Николаевич Ширяев (15 апреля 1872 — 3 ноября 1937) — юрист-криминалист, последний директор Демидовского юридического лицея (1917) и первый ректор Ярославского государственного университета (1918—1922).

## Биография
В. Н. Ширяев родился в Ярославле, был сыном настоятеля церкви и законоучителя Ярославского кадетского корпуса Николая Федоровича Ширяева. Его старший брат Николай Николаевич Ширяев (1859—1931) — преподаватель естествознания в средних учебных заведениях Ярославля, энтомолог. Другой брат, Федор Николаевич Ширяев — выпускник физико-математического отделения Московского университета и Горного института, геолог и гидролог, учёный секретарь Геологического комитета.
В 1891 г. В. Н. Ширяев окончил Ярославскую классическую гимназию и поступил в Демидовский юридический лицей. Окончил его со степенью кандидата юридических наук, получив за сочинение «Вознаграждение лиц невинно к суду уголовному привлекаемых» серебряную медаль. Затем был вольнослушателем на юридическом факультете Санкт-Петербургского университета и начал специальные занятия по уголовному праву. В 1902 г. на юридическом факультете Харьковского университета выдержал испытания на степень магистра уголовного права и получил право преподавания в звании приват-доцента.
С 1899 г. В Н. Ширяев стал членом Международного союза криминалистов. В 1899—1904 гг. состоял сначала помощником, а затем присяжным поверенным округа Московской судебной палаты. С сентября 1904 г. начал преподавать в Демидовском юридическом лицее в звании приват-доцента историю русского права. 14 февраля 1910 г. в Санкт-Петербургском университете защитил магистерскую диссертацию по теме «Религиозные преступления. Историко-догматические очерки». С этого времени в Демидовском лицее был утверждён на должности экстраординарного профессора, в 1912 г. перемещён на кафедру уголовного права и судопроизводства. В 1916 г. был избран на такую же кафедру Казанского университета. 18 марта 1917 г. в Юрьевском университете защитил докторскую диссертацию «Взяточничество и лиходательство в связи с общим учением о должностных преступлениях». Весной 1917 г. В. Н. Ширяев вернулся в Демидовский лицей и был избран ординарным профессором по кафедре уголовного права и судопроизводства и одновременно директором лицея.
С 1905 г. Ширяев неоднократно избирался гласным Ярославской городской думы, был председателем Ярославского губернского отдела партии кадетов. В 1904—1909 гг. был секретарём Ярославского юридического общества, а с 1908 г. товарищем председателя Ярославской губернской учёной архивной комиссии. С 1912 по 1920 г. был профессором Ярославского отделения Московского археологического института. Ширяев был одним из первых сотрудников газеты «Северный край» (1898—1905), публиковался в газете «Голос» (1909—1917).
После преобразования в 1918 г. Демидовского юридического лицея в Ярославский государственный университет В. Н. Ширяев был избран его ректором и находился в этой должности до 1922 г. С этого времени и до 1924 г. был членом Правления университета, заведующим его учебной частью. Благодаря трудам Ширяева университет был расширен с одного до четырёх факультетов, был организован один из первых рабфаков. В августе 1924 г. Ярославский университет был упразднён с созданием на его базе педагогического института. Ширяев стал преподавать на юридическом факультете Белорусского университета, где проработал до 1930 г. В этом году вернулся в Ярославль и проживал там на пенсии, занимаясь адвокатской практикой.
Жена — Наталья Павловна Ширяева.
Сведения, что в 1937 г. В. Н. Ширяев мог быть репрессирован, не находят своего подтверждения.
Его правнучка — Богемская, Ксения Георгиевна.